# Église Notre-Dame-de-la-Chandeleur de Pécs
 (février 2024).
L'église Notre-Dame-de-la-Chandeleur (hongrois : Gyertyaszentelő Boldogasszony-templom), plus connue sous le nom de Mosquée de Gázi Kászim pacha (Gázi Kászim pasa dzsámija) est une église catholique de rite latin située à Pécs dans le centre-ville, sur Széchenyi tér.
Ancienne mosquée transformée en église, il s'agit de l'un des édifices les plus imposants hérités de l'occupation ottomane.